# Sasha Zapata
Sasha Sofía Celeste Zapata (Córdoba, provincia de Córdoba, Argentina, 5 de julio de 2001) es una futbolista argentina que juega como centrocampista. Actualmente se encuentra sin club, luego de haber jugado en Talleres de Córdoba.
Es una de las futbolistas con más partidos oficiales de AFA jugados con la camiseta de la T, equipo con el que consiguió los ascensos de Primera C a Primera B y luego a la Primera División.

## Trayectoria
Zapata inició su trayectoria en Belgrano, club en el que jugó desde muy pequeña en 2011. Hizo las divisiones inferiores y llegó al equipo de reserva hasta 2021. Ese año pasó a Universitario, institución con la que jugó partidos de la Liga Cordobesa de Fútbol. Debutó en septiembre de 2021 en un encuentro ante Deportivo Lasallano.
Su salto a nivel nacional se dio en 2022, cuando pasó a competir en la Primera C con Talleres. Ese año logró el ascenso a Primera B y posteriormente se consolidó como una de las titulares del equipo. Finalmente, en 2024, Las Matadoras fueron campeonas de la segunda división y ascendieron a Primera A. Su salida del club fue anunciada al final de la temporada, tras cumplir más de 60 partidos con el club de barrio Jardín.

## Clubes
| Club          | País      | Año         |
| ------------- | --------- | ----------- |
| Universitario | Argentina | 2021        |
| Talleres      | Argentina | 2022 - 2024 |